# Wareham (stacja kolejowa)
Wareham – stacja kolejowa w mieście Wareham w hrabstwie Dorset, na linii South Western Main Line. Stacja nie jest zelektryfikowana; pociągi pośpieszne nie zatrzymuj się. Jest stacją końcową dla podmiejskich pociągów z Reading. Ze stacji odgałęzienie kolei zabytkowej do Swanage zlikwidowanej na mocy Beeching Axe.

## Ruch pasażerski
Ze stacji korzysta ok. 206 120 pasażerów rocznie (dane za rok 2021/2022). Liczba pasażerów korzystających ze stacji ma tendencję wzrostową. Posiada bezpośrednie połączenia z Dorchester, Southampton, Weymouth i  Londynem. Pociągi odjeżdżają ze stacji w odstępach godzinnych w każdą stronę.

## Obsługa pasażerów
Kasa biletowa, automat biletowy, przystanek autobusowy, postój taksówek, telefon. Stacja dysponuje parkingiem samochodowym na 70 miejsc oraz parkingiem rowerowym na 10 miejsc.